# Beck István
Beck István (Szőreg, 1848. augusztus 20. – Szeged, 1912. november 23.) városi tisztviselő, tanácsnok, néprajzi gyűjtő és mecénás; a régi Szeged társadalmi és kulturális életének egyik jelentős személyisége. Széles baráti körben csak Bek Pista néven volt ismert, családnevét ő maga is „Bek” formában írta.

## Élete
Beck Ferenc borbélymester és Szatmári Franciska fiaként született, német ajkú szőregi sváb családból. Szülei a szabadságharc körüli időszakban költöztek Szegedre. Előbb Szegeden járt iskolába, majd Debrecenben tanult tovább, ahol egy gazdasági szakiskolát látogatott. Ezt elvégezve visszatért Szegedre és a város szolgálatába lépett, kezdetben mint gyakornok; később fokozatosan előrehaladva a hivatali ranglétrán – dacára annak, hogy a kor szokásainak megfelelően megkövetelt (de legalábbis általában elvárt) ügyvédi képesítéssel nem rendelkezett – jegyzői, majd osztályjegyzői állást nyert. Ezt kortársai szerint kiváló szaktudásának, továbbá széles körű hely- és személyismeretének, nem utolsósorban pedig remek emlékezőtehetségének köszönhette.
Pártolója lett mindennemű művészeknek és művészeteknek, mint műgyűjtő és néprajzi gyűjtő; emeletes házának földszinti traktusában a maga kedvtelésére néprajzi gyűjteményt állított fel. Fokozatosan gyarapodva a gyűjtemény idővel már a földszint szinte minden helyiségébe beszivárgott, ráadásul nem száraz, muzeális jellegű tárlat volt, hanem használati környezetet is biztosított. Ő maga szinte mindig zsinóros magyaros viseletben, fokossal járt. Kiváló szervező tehetsége révén minden városi rendezvénynek lelke volt. Korának több nagyszabású szegedi rendezvényén, például Tisza Lajos és Munkácsy Mihály városi fogadásán, valamint a király látogatásakor is ő vezényelte a polgárőrségi bandériumot.
Az általa felkarolt népi alkotók közül is érdemesnek tűnik kiemelni Kabók Imre gombkötőt, akinek ornamentikai munkásságáról egy tanulmány szerint Lechner Ödön, Herman Ottó, Ráth György és mások is elismerően nyilatkoztak; sőt az – több vélemény szerint – Lechner épületornamentikai terveit is inspirálhatta.
Tiszteletbeli városi tanácsnokként ment nyugdíjba, ezt követően egy ideig Kisteleken élt, majd visszatért szegedi, Lechner téri házába. Szeged múltjáról, népszokásairól rendszeresen közölt tárcákat a szegedi sajtóban. Önálló munkája is megjelent Szegedi emlékek címmel, ezt a Szegedi Nyomda adta ki 1985-ben Péter László szegedi irodalomtörténész szerkesztésében. 1912 őszén bekövetkezett halála után a Rókusvárosi temetőben helyezték örök nyugalomra, sírjánál Tömörkény István író-múzeumigazgató mondott búcsúztatót.

## Emlékezete
Alakja megjelenik számos kortárs és jó néhány későbbi szegedi író munkáiban. Talán a legismertebb róla szóló írás Gárdonyi Géza Bek Pista című anekdotikus novellája, melyben a 19. századi tanyavilági magyar parasztság egyik érdekes szokása is megjelenik: konkrétan az a motívum adja a történet fő szálát, hogy a szegény sorú tanyai emberek a szabadságharcot követő időszakban rákaptak arra, hogy a rekrutálás (katonának való besoroztatás) elől lánynév alá rejtsék a fiúgyermekeiket.
Hasonlóan felbukkan Bek Pista neve Tömörkény egyes műveiben, Móra Ferenc levelezésében – egy helyütt például úgy említi, mint „az utolsó szegedi szittyát” –, sőt Péter László tudomása szerint Móra nekrológot is írt róla. Megjelenik Ágai Adolf és egy sor, ma már alig ismert akkori újságíró (Móricz Pál, Reéz Pál stb.) írásaiban, de korabeli élclapokban is, mint a Bolond Istókban vagy a Borsszem Jankóban is, sosem bántó éllel, inkább szeretetteljesen ábrázolva. Egy H. Gy. monogramú újságíró 1910-ben a Délmagyarországban „a legmagyarabb magyar” címmel írt róla cikket.
Bálint Sándor néprajzkutató tudományos igénnyel írt az életéről és vizsgálta hatását a szegedi kulturális életre vonatkozóan.
Temesi Ferenc Por című szótárregényben ugyancsak több helyen is felbukkan Bek Pista személye, önálló szócikke is van a műben. Temesi bemutatása szerint „szép szál sváb legény” létére „ő volt a legkurucabb ember Porlódon” [=vagyis a megregényesített Szegeden]. A kissé regényes, teljes történelmi hűségre igényt semmiképp nem tartó, de korabeli forrásokon támaszkodó leírás szerint mindenkire, akit tisztelt, ráragasztotta a sógor nevet, míg végül őt is mindenki csak Bek Pista sógornak nevezte. Temesi is megemlíti, hogy vicenótáriusként főleg a katonaügyekkel foglalkozott, valamint azt is, hogy a városi elöljáróság egyik bizottságában állítólag idővel a „nagy idők hamis tanúja” címet ragasztották rá.

### Róla szóló írások
- „D. M. K. E.” – Szögedi paprikás vezérczikk Borsszem Jankó, 36. évfolyam, 50. (1879.) szám (1903. december 13.), 2. oldal.
- Szögedi Paprika: Szögedi tanyai levél Bolond Istók, 29. évfolyam, 7. szám (1906. február 18.), 10. oldal.
- Bek István nyugalomban Délmagyarország, 1. évfolyam, 31. szám (1910. június 28.), 9. oldal.
- H. Gy.: A legmagyarabb magyar Délmagyarország, 1. évfolyam, 32. szám (1910. június 29.), 8-9. oldal.
- H. Gy.: Francia szerkesztő díszmagyarban – Bek Pista és az írók. Délmagyarország, 1. évfolyam, 36. szám (1910. július 3.), 5. oldal.
- Bek Pista nyugdíjban Délmagyarország, 1. évfolyam, 36. szám (1910. július 3.), 9. oldal.
- M. P. [vélhetően Móricz Pál]: Szegedi magyar alakok. Érdekes emberek a Tisza mellől Pesti Napló, 66. évfolyam, 209. szám (1915. július 29.), 10-11. oldal.
- Reéz Pál: A csibafai szőlőknél Uj Idők, 21. évfolyam, 34. szám (1915. augusztus 15.), 190-191. oldal.
- Móricz Pál: A szegedi dudás Új Barázda, 7. évfolyam, 165. szám (1925. július 25.), 4. oldal.
- Bob: Az élet mozijából Délmagyarország, 6. évfolyam, 72. szám (1930. március 30.), 12. oldal.
- mp [vélhetően Móricz Pál]: Aki 1574 lakodalomban vőfélyeskedett Magyarság, 17. évfo.yam, 1. szám (1936. január), 14. oldal.
- A. F.: A szegedi nótárius aranymorzsái Délmagyarország, 76. évfolyam, 39. szám (1986. február 15.), 6. oldal.